# Smith Cove
Die Smith Cove (englisch; bulgarisch Залив Смит Saliw Smit) ist eine 1,33 km lange und 1,17 km breite Bucht an der Ostküste von Clarence Island im Archipel der Südlichen Shetlandinseln. Sie liegt nördlich des Ilyo Point und südlich des Kakrina Point. In sie hinein mündet der Banari-Gletscher.
Britische Wissenschaftler kartierten sie 1972 und 2009. Die bulgarische Kommission für Antarktische Geographische Namen benannte sie 2014 nach dem britischen Robbenjäger Thomas Smith, der über seine Erlebnisse in antarktischen Gewässern 1844 ein Buch veröffentlicht hatte.